# Cruzeiro Belo Horizonte
Der Cruzeiro Esporte Clube, im deutschsprachigen Raum allgemein bekannt als Cruzeiro Belo Horizonte oder einfach nur Cruzeiro, ist der erfolgreichste Sportverein aus Belo Horizonte, der Hauptstadt des brasilianischen Bundesstaates Minas Gerais. Er ist vornehmlich durch seine Fußballmannschaft bekannt geworden.
Cruzeiro ist unter anderem zweifacher Sieger der Copa Libertadores, vierfacher brasilianischer Fußballmeister (1966, 2003, 2013 und 2014), sechsfacher Pokalsieger. Er war, bis zum Abstieg 2019, neben dem Flamengo Rio de Janeiro der einzige Club in Brasilien, der immer national erstklassig gespielt hat.

## Geschichte

### Die ersten Jahre

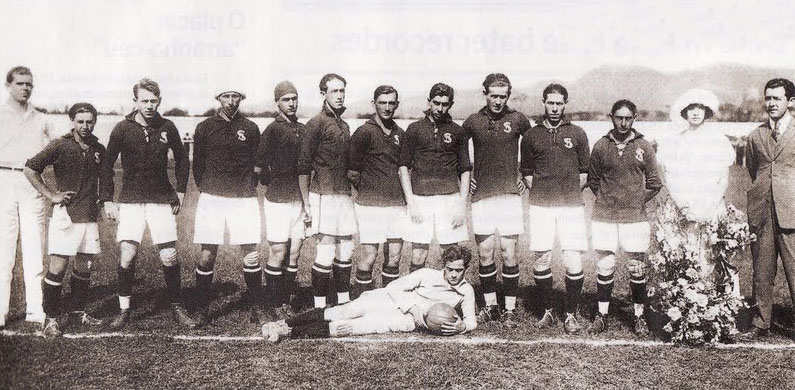
Cruzeiro (1923)

Der Klub wurde am 2. Januar 1921 unter dem Namen Societá Sportiva Palestra Itália als Sportverein für die italienischen Einwanderer von Belo Horizonte gegründet. Der Begriff Palestra (von altgriechisch παλαίστρα palaistra ‚Ringerschule‘) beschreibt im italienischen Sprachgebrauch eine Turnhalle. Die ersten Klubfarben waren die Farben der italienischen Flagge: Grün, Rot und Weiß. Die Mannschaft spielte entsprechend in grünen Trikots, weißen Hosen und roten Socken. Vier Monate nach der Gründung fand das erste Spiel zwischen Palestra und dem in der Zukunft größtem Stadtrivalen Atlético Mineiro statt. Am 17. April 1921 trafen die Klubs aufeinander und Palestra konnte das Treffen mit 3:0 für sich entscheiden.

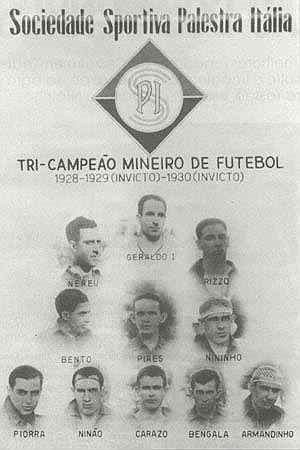
Die Mannschaft von 1925

Ab 1925 wurde die Mitgliedschaft auch für nicht-italienischstämmige Leute geöffnet. 1926 gewann Cruzeiro mit der Staatsmeisterschaft von Minas Gerais den ersten bedeutenden Titel. Bislang folgten noch 38 weitere Erfolge in diesem Wettbewerb. Führend ist hier aber der lokale Hauptkonkurrent von Cruzeiro, Atlético Mineiro, das rund ein halbes Dutzend mehr Siege im Campeonato Mineiro aufweisen kann.
Aufgrund des Kriegseintritts Brasiliens im Januar 1942 wurde der Gebrauch von Begriffen gegnerischer Nationen verboten, und der Verein musste seinen Namen ändern. Ab 30. Januar benannte sich der Klub in Sociedade Esportiva Palestra Mineiro um. Das Logo wurde entsprechend angepasst. Die Trikotfarben blieben Grün, Rot und Weiß. Nach einer von Klubpräsident Ennes Cyro Poni einberufenen Generalversammlung für den 2. Oktober 1942, firmierte der Verein die erste Oktoberwoche ´42 als Ypiranga. Allerdings nicht offiziell, sondern nur in der Presse. Die Entscheidung des Klubpräsident war kaum eine Minute alt, wurde nur von zwei Personen unterschrieben und sofort vom beratenden Rat des Klubs annulliert. Nach der Absage trat Poni als Präsident zurück, hatte aber bereits zuvor der Presse mitgeteilt, dass das Team in dieser Woche unter dem Namen Ypiranga beim Klassiker gegen Atlético antreten würde (was nicht geschah). Die Presse kündigte jedoch an, dass der Klassiker in dieser Woche zwischen Atlético und Ypiranga stattfinden würde. Zwischen dem 3. und 7. Oktober veröffentlichten die lokalen Medien dadurch den falschen Namen. Spielte aber dann doch noch bis Januar 1943 als Palestra Mineiro. Ehe der Verband von Minas Gerais die neuen Statuten des Klubs genehmigte. Die Mitglieder hatten sich schließlich auf Cruzeiro Esporte Clube („Sportklub Cruzeiro“) geeinigt. Neben Ypirangan stand auch Yale zur Auswahl.
Cruzeiro bezieht sich auf das Kreuz des Südens („Cruzeiro do Sul“), ein Sternbild das auch in der brasilianischen Flagge enthalten ist und ein Symbol des Landes ist. Blau und Weiß wurden zu den neuen Vereinsfarben. Die zugelassenen Farben wurden Blau und Weiß, gewählt als Kompromiss, um die italienischen Fraktionen innerhalb der Klubverwaltung zu beruhigen, da es sowohl für die brasilianische Flagge als auch für die italienische Fußballnationalmannschaft repräsentativ war (blau ist die Farbe des Hauses Savoyen, das Italien von 1861 bis 1946) regierte. Als Erinnerung an die Vergangenheit war in der Saison 2009 auf der Rückseite des Trikotkragens die italienische Flagge eingestickt und auf der linken Brust das alte grün/rote/weiße Logo mit dem Buchstaben P zu sehen.
1946 spielte Cruzeiro das erste Mal gegen ausländische Klubs. Im Rahmen seines 25-jährigen Jubiläums fanden Spiele gegen den Club Libertad aus Paraguay und Rosario Central aus Argentinien statt. Das erste Spiel gegen Libertad fand am 3. Januar statt. Das Spiel endete 2:2. Beide Tore Cruzeiros erzielte Ismael Caetano.

### 1950er bis 1970er Jahre
Erster nationaler Erfolg war der Sieg im Finale der Taça Brasil 1966, der zwischen 1959 und 1968 ausgetragenen ersten Version eines brasilianischen Pokalwettbewerbes. In den Finalspielen bezwang Cruzeiro dabei den FC Santos um den Weltstar Pelé mit 6:2 und 3:2. Tostão und Piazza, die 1970 mit der Fußballnationalmannschaft von Brasilien Weltmeister werden sollten, sowie Dirceu Lopes und der langjährige Torhüter Raul Plassmann gehörten zu den Stars dieser von Aírton Moreira trainierten Mannschaft.
Höhepunkt der Vereinsgeschichte sind aber die beiden Siege 1976 – nach einem Entscheidungsspiel gegen Argentiniens River Plate, bei denen Roberto Perfumo, der von 1971 bis 1974 bei Cruzeiro spielte, in der Mannschaft war – und 1997 – gegen Peñarol Montevideo aus Uruguay – in der Copa Libertadores, dem südamerikanischen Äquivalent der europäischen Champions League. 1976 wurde dabei Palhinha mit 13 Toren Torschützenkönig des Wettbewerbes, eine Leistung die seither nur einmal übertroffen wurde.
In den darauffolgenden Weltpokal-Spielen verlor Cruzeiro jeweils gegen deutsche Konkurrenz. Im November 1976 unterlag Cruzeiro im eisigen Münchner Olympiastadion mit 0:2 gegen den FC Bayern München und kam im Dezember zu Hause vor 117.000 Zuschauern trotz 90-minütigen Anrennens gegen das von Sepp Maier gehütete Tor der Bayern nicht über ein 0:0 hinaus. Das Endspiel 1997 in Tokio gegen Borussia Dortmund ging mit 0:2 verloren.

### 1980er und 1990er Jahre
Weitere internationale Erfolge sind die beiden Siege 1991 und 1992 in der zwischen 1988 und 1997 abgehaltenen Supercopa Sudamericana, einem Wettbewerb in dem ehemalige Libertadores-Gewinner teilnehmen durften. In den Finales schlug Cruzeiro dabei mit River Plate und dem Racing Club de Avellaneda jeweils argentinische Vereine.
In der Copa Libertadores stand Cruzeiro 1976, 1977, 1997 und 2009 im Finale. Zweimal ging man siegreich aus dem Wettbewerb hervor.
Mit sechs Erfolgen bei sechs Finalteilnahmen im brasilianischen Pokal, der Copa do Brasil, zwischen 1993 und 2018 ist Cruzeiro Rekordgewinner in diesem Wettbewerb seit dessen Einführung in der gegenwärtigen Form 1989.

### Seriensieger ab 2003
Im Jahr 2003 wurde die Meisterschaft das erste Mal nach europäischem Vorbild abgehalten. In dieser Saison gewann Cruzeiro dabei das Triple aus Staatsmeisterschaft von Minas Gerais, brasilianischer Meisterschaft und den brasilianischen Pokal. Diese ist bislang keiner weiteren südamerikanischen Fußballmannschaft gelungen. Zu Ehren dieses Erfolges wurde das Vereinslogo um eine Krone über dem bisherigen erweitert.
2013 und 2014 konnten der dritte und vierte brasilianische Meisterschaftstitel eingefahren werden. Die erfolgreiche Dekade setzte sich auf nationaler Ebene mit dem Gewinn des Copa do Brasil in den Jahren 2017 und 2018 fort. Diese waren die Siege fünf und sechs in dem Wettbewerb. Cruzeiro wurde 2018 alleiniger Rekordsieger des Copa.

### Krise ab 2019
Nachdem der Klub 2019 in finanzielle Schwierigkeiten geriet und auch Gehälter nur noch verspätet auszahlen konnte, musste Cruzeiro am Ende der Saison 2019 das erste Mal in die Série B absteigen. Nachdem zunächst ein Verwaltungsrat mit dem Management betraut wurde, stellte dieser in seiner fünfmonatigen Amtszeit ein Schuldenstand von 800 Millionen Real fest. Allein der FIFA schuldete der Klub einen Betrag von 35 Millionen oder dem Klub al-Wahda (Abu Dhabi) fünf Millionen an Transferleistungen. Für die ausstehenden Zahlungen, auch an andere Klubs, drohte dem Klub noch vor dem Start der Série B 2020 ein Abzug von sechs Punkten. Unter Zuhilfenahme von Sponsorengeldern, konnten Zahlungen durchgeführt werden. Bis Mitte Juli 2020 hatte der Klub Schulden in Höhe von 20,7 Mio. Real bei der FIFA bezahlt. Die Werte bezogen sich auf Zahlungen an Sorja Luhansk (Willian), CA Unión Florida (Ramón Ábila) und UANL Tigres aus Mexiko für die Übertragung von Rafael Sóbis. Ausstehende Zahlungen bestehen an Independiente del Valle für Luis Caicedo Medina über 674.502 USD bis zum 20. August 2020. Des Weiteren an Spartak Moskau über 395.619 Euro für Pedro Rocha Neves und die fünf Millionen an al-Wahda.
Aufgrund der Unstimmigkeiten zum nicht vollzogenem Transfer von Willian zu Sorja Luhansk, belegte die FIFA im September 2020 Cruzeiro mit einem Transferverbot. Mitte Oktober 2020 stellte der Hauptsponsor von Cruzeiro, das Unternehmen Supermercados BH, zusätzliche Gelder bereit. Diese wurden benutzt um die bei der FIFA anhängigen Zahlungen nebst Strafen für Sorja Luhansk (ca. 9,2 Millionen Real, plus Geldstrafe und Kosten der FIFA in Höhe von ca. 328 Tausend Real), Ramón Ábila (ca. 716 Tausend Real, plus Geldstrafe von ca. 29 Tausend Real) sowie die das Trainerteam um den ehemaligen Trainer Paulo Bento auszugleichen. Ende des Monats hob die FIFA dann die Transfersperre auf. Im Juli 2021 erfolgte eine erneute Transfersperre durch die FIFA. Hintergrund waren weiterhin ausstehende Ablösesummen, welche der Klub aufgrund seiner anhaltenden finanziellen Schwierigkeiten nicht begleichen konnte.

### SAF Gründung 2021
Am 29. November 2021 gab der Präsident des Klubs bekannt, dass der Klub als erster in Brasilien in eine SAF (Sociedade Anônima do Futebol), wirtschaftliches Fußball-Unternehmen, bei der Junta Comercial (JUCEMG) als SAF do Cruzeiro regestiert worden ist. Die Umwandlung wurde beratend unterstützt von Alvarez & Marsal, Ernst & Young und Volpini & Batista. Bei Eintragung des Klubs hält dieser zunächst 100 % der Anteile. Von diesen können künftig bis zu 49 % an Investoren, auch aus dem Ausland verkauft werden. Der Klub erwartet dadurch in den nächsten Monaten Einnahmen von bis zu 500 Millionen Real. Nach der geltenden Gesetzgebung dürfen Investoren weder direkt oder indirekt an einer anderen SAF in Brasilien beteiligt sein. Laut Registrierungsurkunde dürfen Klubname, Farben, Symbole und Sitz des Klubs nicht verändert werden. Das Unternehmen XP Inc. wurde seitens des Klubs mit der Investorensuche beauftragt. Am 18. Dezember 2021 wurde bekannt, dass der ehemalige Fußballnationalspieler Ronaldo 90 % der Anteile für 400 Millionen Real erworben hat.
Im September 2022 konnte sich der Klub in der Campeonato Brasileiro Série B 2022 nach dem 31. Spieltag, den vorzeitigen Aufstieg in die Série A für 2023 sichern. Am folgenden Spieltag sicherte sich der Klub auch die Meisterschaft in dem Wettbewerb.
Im April 2024 verkaufte Ronaldo seine Anteile wieder. Käufer war die BPW Sports Participações Ltda ein Unternehmen, welches dem brasilianischen Milliardär Pedro Lourenço gehört. In seiner Zeit als Klubeigner kehrte der Klub nicht nur in die Série A zurück, sondern konnte auch seine Schulden halbieren. Cruzeiro war damit die erste SAF, welche weiterverkauft wurde. Im November 2024 trat der Klub im Finale der Copa Sudamericana 2024 an, unterlag hier Racing Club de Avellaneda mit 1:3. Die Copa Sudamericana ist für die brasilianischen Klubs ein Turnier, welches sich in der Wertigkeit hinter der Copa Libertadores, der Série A und dem Copa do Brasil einsortiert. Diese stehen im Prestige und den zu gewinnenden Prämien höher da.

## Logo
Das Vereinslogo veränderte sich im Zuge der Jahre. Die letzte Anpassung erfolgte Ende Januar 2021, bei welcher die Krone über dem Logo entfernt wurde.
| Entwicklung des Vereinslogo | Entwicklung des Vereinslogo | Entwicklung des Vereinslogo | Entwicklung des Vereinslogo | Entwicklung des Vereinslogo | Entwicklung des Vereinslogo | Entwicklung des Vereinslogo | Entwicklung des Vereinslogo |
| 1921                        | 1927                        | 1942                        | 1959                        | 1961                        | 1996                        | 2003                        |                             |
| --------------------------- | --------------------------- | --------------------------- | --------------------------- | --------------------------- | --------------------------- | --------------------------- | --------------------------- |

## Trikot
Als Cruzeiro noch als Palestra Italia bekannt war, war die Haushemdfarbe grün. Der erste Heim-Kit war ein improvisiertes dunkelgrünes Hemd mit weißen Shorts und grünen Strümpfen. Cruzeiro benutzte dieses Kit bei seinem ersten Profispiel am 3. April 1921 im Prado Mineiro Stadion. In dem Spiel gegen eine Auswahl des Villa Nova AC und Palmeiras aus Nova Lima gelang ein 2:0-Sieg. 1928 wurde die Hemdfarbe ersetzt durch ein helleres Grün. Ausgestattet war dieses mit einem weißen Kragen und roten Manschetten. Die Shorts waren weiterhin weiß, aber die grünen Strümpfe hatten jetzt rote und weiße Details, ähnlich der der italienischen Flagge. 

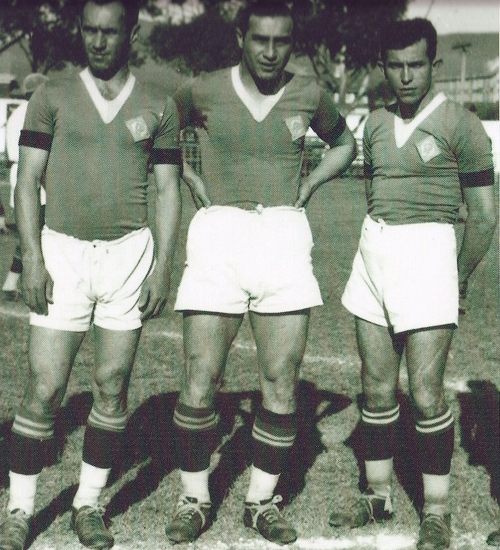
Trikot 1936 mit den Spielern Ninão, Niginho, Bengala

 Diese besondere Uniform wurde bis 1940 benutzt. Die hellgrüne Farbe des T-Shirts hatte dem Team später den Spitznamen „Periquito“, Portugiesisch für Sittich geben. 1940 gab es eine weitere Veränderung des Trikots. Das Hemd erhielt horizontale Streifen, mit dem Logo des Klubs in der Mitte. Mit dem Shirtwechsel stellte sich das erste Mal seit zehn Jahren in der Staatsmeisterschaft von Minas Gerais auch wieder der Erfolg ein. Gleich im ersten Jahr mit diesem konnte der Pokal gewonnen werden. Aufgrund Dies war das T-Shirt gewann die 1940 Campeonato da Cidade – jetzt bekannt als die Campeonato Mineiro – nachdem der Verein nicht in der Lage war, das Turnier für zehn Jahre zu gewinnen.
Nach dem Namensverbot 1942 spielte Cruzeiro ein Spiel unter dem Namen Ypiranga. Für dieses Spiel wurde ein blaues Hemd mit einem zentralen horizontalen Streifen verwendet. 1943 bestritt Cruzeiro sein erstes Spiel unter seinem heutigen Namen. Das Hemd war dann ein ganzes blaues Hemd mit einem großen weißen V-Ausschnitt. Die Shorts und Strümpfe waren weiß. Im Jahr 1950 begann Cruzeiro, wegen der schlechten Stadionbeleuchtung, ein rein weißes Hemd während der Nachtspiele zu verwenden. Das Trikot hatte Applikationen, blaue Shorts und weiße Strümpfe und wurde für neun Jahre benutzt. 1956 verwendete Cruzeiro, für eine kurze Zeit, ein neues Hemd, das aus weißen und blauen horizontalen Streifen bestand. Das Shirt wurde aber in vielen Spielen nicht benutzt. Eine weitere Änderung des Shirts erfolgte 1959. Das Hemd wurde ganz blau. Mit dem 1959-Shirt folgte die Änderung der Darstellung des Logos auf dem Shirt. Die fünf Sterne aus dem Logo wurden fortan lose ohne Logo auf der Brust getragen.
1984 trug Cruzeiro das erste Firmenlogo auf seinem Hemd. Es war das Logo des T-Shirt-Herstellers Topper. Im selben Jahr hatte Cruzeiro seinen ersten T-Shirt-Sponsor Medradao. Dieses Shirt kam allerdings nur bei Auswärtsspielen zum Einsatz.
| Trikot als SS Palestra Itália 1921-1940 | Trikot als SS Palestra Itália 1921-1940 | Trikot als SS Palestra Itália 1921-1940 | Trikot als SS Palestra Itália 1921-1940 | Trikot als SS Palestra Itália 1921-1940 | Trikot als SS Palestra Itália 1921-1940 | Trikot als SS Palestra Itália 1921-1940 | Trikot als SS Palestra Itália 1921-1940 |
| 1921                                    | 1922                                    | 1923                                    | 1928                                    | 1936                                    | 1940                                    |                                         |                                         |
| --------------------------------------- | --------------------------------------- | --------------------------------------- | --------------------------------------- | --------------------------------------- | --------------------------------------- | --------------------------------------- | --------------------------------------- |

## Ausrüster und Sponsoren
Die Material Ausrüster waren bisher.
| - Topper: (1984–1985) - Adidas: (1986–1989) - Finta: (1990–1996) - Rhumell: (1997–1998) - Topper: (1998–2005) | - Puma: (2006–2008) - Reebok: (2009–2011) - Olympikus: (2012–2014) - Penalty: (2015–2016) - Umbro: (2016–2019) | - Adidas: (2020–) |

Die Sponsoren waren bisher.
- Medradão: (1984)
- Frigorífico Perrella: (1985)
- BDMG: (1986)
- ohne: (1987–1988)
- Coca-Cola: (1989–1995)
- Energil C: (1996–1999)
- Fiat: (2000–2003)
- Siemens Mobile: (2004–2005)
- Xerox: (2006–2007)
- Construtora Tenda: (2007–2008)
- Banco Bonsucesso: (2009)
- Banco BMG: (2010–2014)
- Supermercados BH: (2015)
- Caixa Econômica Federal: (2016–2018)
- Caixa Econômica Federal: (2019)
- Supermercados BH: (2020–2022)
- Betfair[24]: (2023–)

## Maskottchen und Spitznamen
Als Gegensatz zum Lokalrivalen Atlético Mineiro, welchen einen Hahn als Maskottchen haben, hat sich bei Cruzeiro der Fuchs etabliert. Es wurde 1945 vom Karikaturisten Fernando Pieruccetti (besser bekannt als Mangabeira) erfunden. Inspiriert wurde dieser dabei von dem ehemaligen Club-Präsidenten Mario Grosso, der mit Klugheit und List das Geschäft des Vereins führte. Man nennt die Elf daher auch die Raposa, portugiesisch für Füchse.
Als weitere Spitznamen sind geläufig: „Celeste“ (Himmlischen), „La Bestia Negra“ (Die schwarze Bestie) und Palestra Mineiro.

## Jugendarbeit und Transfers
Bekannt geworden ist Cruzeiro auch durch seine Jugendarbeit, aus der namhafte Spieler wie beispielsweise die brasilianischen Nationalspieler Ronaldo, Dida und Fred hervorgingen, die auch in Europa Erfolg hatten.

## Stadion

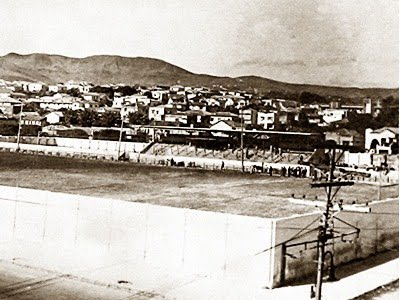
Estadio Juscelino Kubitschek 1923

Anfang der zwanziger Jahre baute der Klub im Stadtteil Barro Preto sein eigenes Stadion für 5.000 Zuschauer. Vorher bestritt Cruzeiro seine Spiele im Prado Mineiro. Dieses war zu klein geworden und befand sich jenseits der Avenida 17 de Dezembro (heute Avenida do Contorno). Die Straße stellte zu der Zeit auch die Grenze von Belo Horizonte dar. Der Bau wurde ausschließlich mit Mitteln der Klubmitglieder durchgeführt. Der Bau wurde am 23. September 1923 mit einem Freundschaftsspiel gegen den CR Flamengo aus Rio de Janeiro eingeweiht. Für das Spiel lieh sich der Klub Spieler vom Namensvetter Palestra Itália de São Paulo aus. Die Partie endete 3:3.
1945 wurde das Stadion in Eigenleistung erweitert für 15.000 Zuschauer. Dieses wurde zu Ehren des damaligen Bürgermeisters von Belo Horizonte Juscelino Kubitschek in Estadio Juscelino Kubitschek de Oliveira (JK) umbenannt. Kubitschek wurde später noch Gouverneur von Minas Gerais und Staatspräsident Brasiliens.
Mit dem Bau des Mineirão 1965 endete endgültig die Nutzung des Stadions JK als Spielstätte. Das letzte Spiel von Cruzeiro im Stadion fand am 14. Februar 1965 mit einem Freundschaftsspiel gegen den EC Democrata statt. Der Club, der das Estádio Independência bereits für die Spiele der größeren Öffentlichkeit nutzte, baute den Platz für Training und Spiele der Mannschaft B und der Basiskategorie um. Im Jahr 1973 wurde mit dem Bau des Trainingszentrums des Vereins Toca da Raposa I, der als einer der modernsten und am besten ausgestatteten der Welt galt, der offizielle Sitz der brasilianischen Mannschaft.
1986 wurden das Spielfeld und ein Teil des Stadions abgebaut und durch Schwimmbäder und Gebäude ersetzt, wodurch ein Country Club Platz erhielt, der dazu diente, die Mitgliederzahl des Clubs zu erhöhen und eine weitere Einkommensquelle zu generieren. Das Training des Nachwuchsbereiches wurde auf die Toca da Raposa übertragen. Heute hat es eine Struktur, die der Freizeit seiner Mitglieder gewidmet ist. Es besteht aus u. a. aus vier Klein-Plätzen, einem Restaurant, einer Turnhalle, drei semi-olympischen Schwimmbecken und drei Kinderbecken.

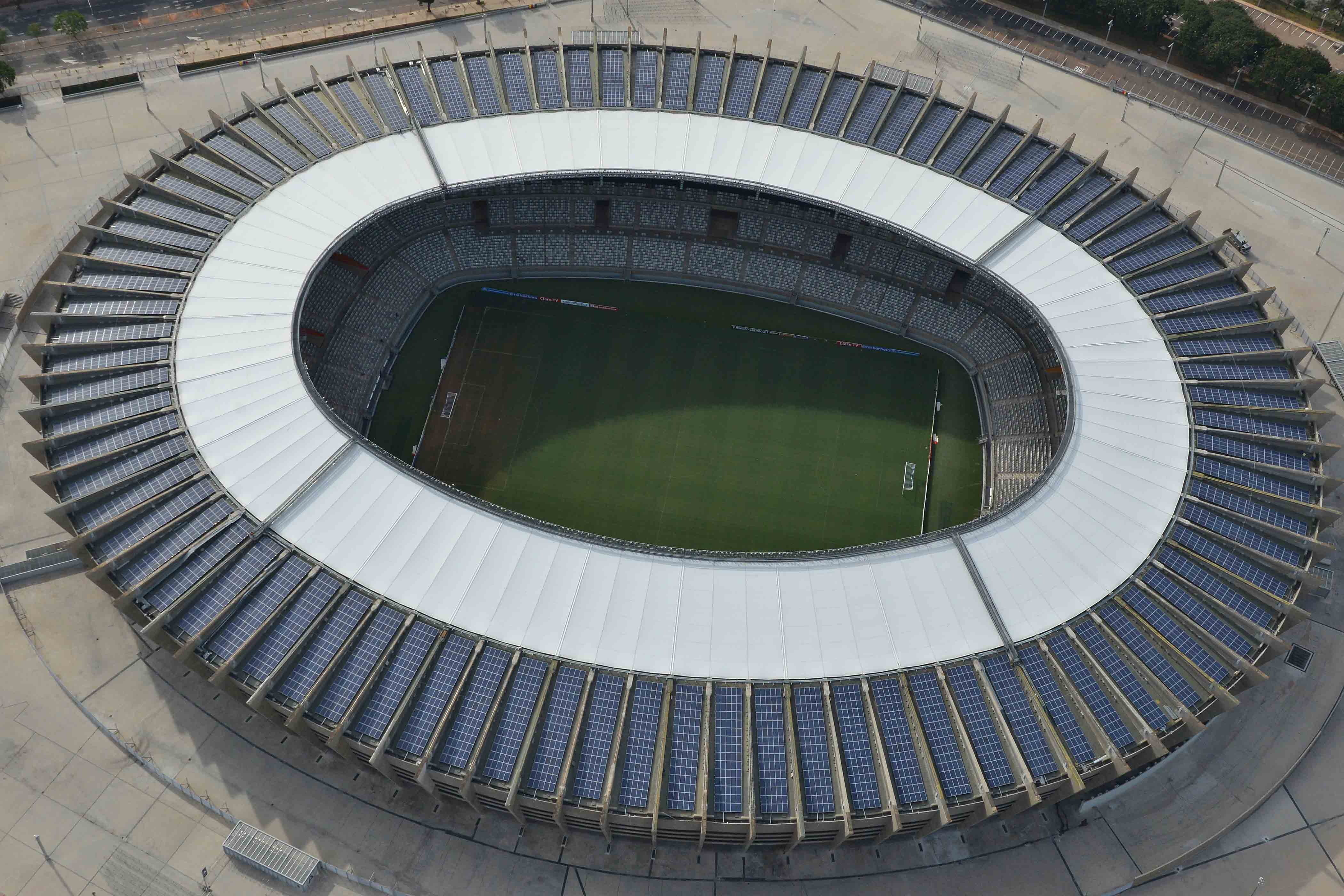
Das Mineirão (Mai 2013)

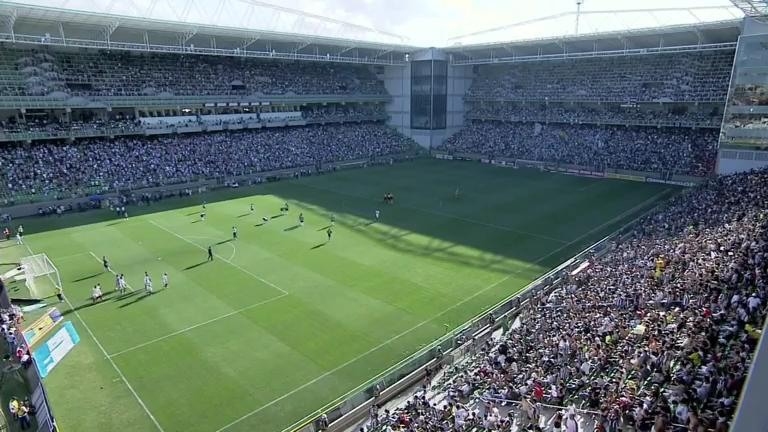
Das Estádio Independência (Oktober 2012)

Der Cruzeiro gewann zwölfmal die Staatsmeisterschaft von Minas Gerais im Stadions JK (1926, 1928, 1929, 1930, 1940, 1943, 1944, 1945, 1956, 1959, 1960 und 1961). Hierbei gegen 62 verschiedene Klubs und sieben Auswahlmannschaften in 478 Spielen. Es gab 285 Siege, 96 Unentschieden und 97 Niederlagen, insgesamt 1370 Tore und 718 Gegentreffer.
Seit Fertigstellung des Mineirão trug der Club seine Heimspiele üblicherweise dort aus. Es ist mit einer Kapazität von über 62.160 Plätze Zuschauern das größte Stadion des Bundesstaates Minas Gerais. Es befindet sich im Stadtteil Pampulhas im Süden von Belo Horizonte und wird auch von den Klubs Atlético Mineiro und América Mineiro genutzt. Das Mineirão war auch vielfach Spielstätte für Länderspiele der brasilianischen Nationalmannschaft. In dem Stadion werden auch Spiele der Fußball-Weltmeisterschaft 2014 ausgetragen. Vor dem Umbau für die WM betrug die Kapazität 75.000 Zuschauer.
Das Mineirão wurde von den Architekten Eduardo Mendes Guimarães Júnior und Caspar Garreto geplant. Vom Baubeginn 1963 bis zur Eröffnung 1965 waren etwa 5000 Personen an der Errichtung des Stadions beteiligt. Das am 5. September 1965 eröffnete Stadion hat einen Besucherrekord von 130.000, der 1997 aufgestellt wurde. Seither musste die Kapazität allerdings aus Sicherheitsgründen reduziert werden. Das Mineirão ist nicht Eigentum von Cruzeiro, sondern des Bundesstaates Minas Gerais.
Im Januar 2023 einigte sich Cruzeiro mit dem Stadioneigentümer América Mineiro auf die Nutzung des Estádio Independência. Dies wurde nach der Rückkehr von Cruzeiro in die Série A vereinbart. Der Betreiber des Mineirão, Minas Arena, möchte das Stadion in einen Veranstaltungsort für Live-Shows und Unterhaltung verwandeln. Clubpräsident Ronaldo brachte einen Stadionneubau ins Spiel, aber zunächst spielt Cruzeiro im Estádio Independência. Hintergrund für den Auszug aus dem Mineirão war, dass sich die Klubführung um Ronaldo mit dem Stadionbetreiber „Minas Arena“ über die finanziellen Modalitäten und Sicherheit von Terminen kommen konnte. In der Saison 2022 war es zu diverse Terminüberschneidungen mit anderen Veranstaltungen des Betreibers gekommen, für welche der Sportklub ausweichen musste, wodurch diesem wichtige Einnahmen fehlten. Damit sollten ein Jahr lang keine Fußballspiele im fünftgrößten Stadion Brasiliens stattfinden. Cruzeiro hatte zu dem Zeitpunkt Anspruch auf 54.000 der Tickets vor Ort und teilte sich die anderen 8.000 mit Minas Arena. Allerdings war der Verein für die Kosten des Spiels verantwortlich, einschließlich der Ausgaben für die Sicherheit, und hatte keinen Zugriff auf Einnahmen aus anderen Bereichen des Stadions, beispielsweise Bars und Parkplätzen. Ab 2024 spielt der Klub wieder im Mineirão.

## Erfolge
International
- Copa Libertadores: 1976, 1997

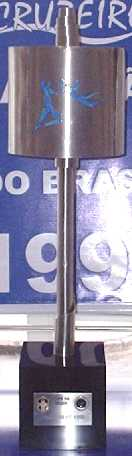
Copa do Brasil Trophäe von 1994 bis 2001

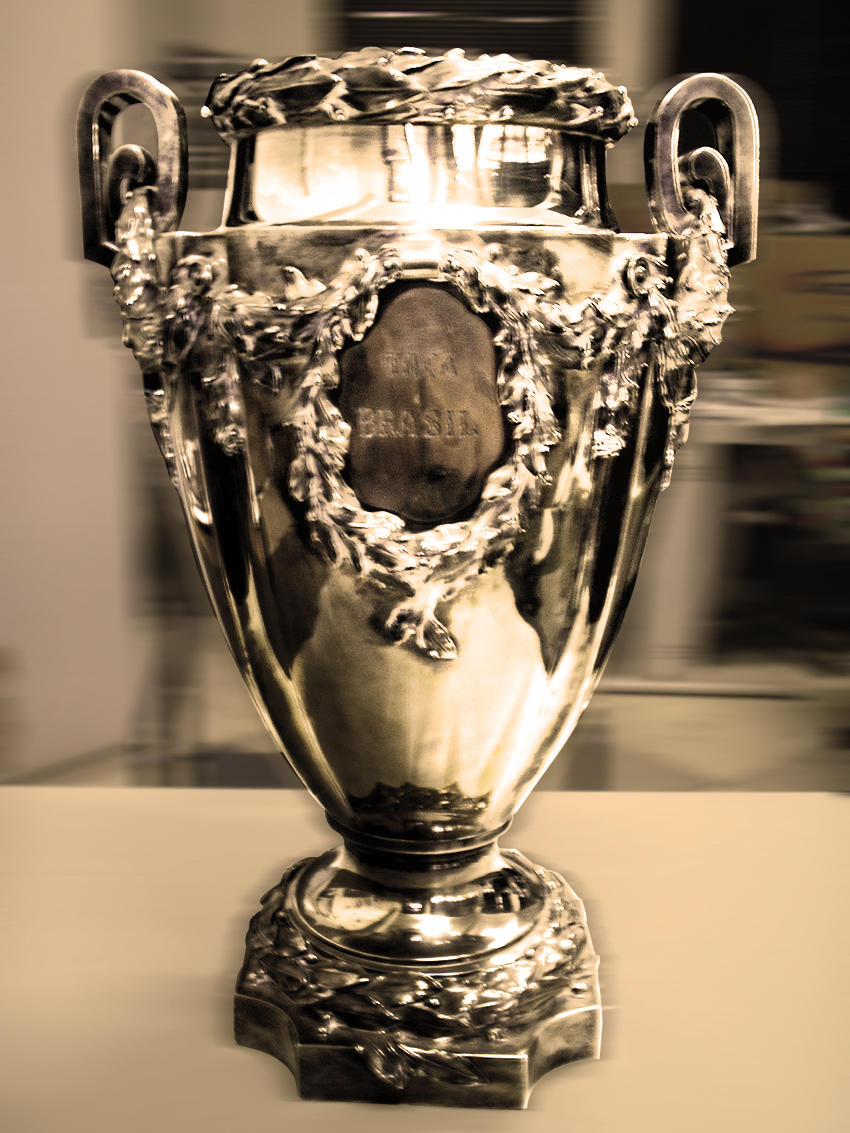
Trophäe des Taça Brasil 1966

- Supercopa Sudamericana: 1991, 1992
- Copa Master de Supercopa: 1994 (1995)
- Copa de Oro Nicolás Leoz: 1995
- Recopa Sudamericana: 1998
- Zweiter des Weltpokals: 1976, 1997
- Trofeo Ciudad de Valladolid: 1982

National
- Campeonato Brasileiro de Futebol: 1966, 2003, 2013, 2014
  - Taça Brasil: 1966
  - Série A: 2003, 2013, 2014
- Campeonato Brasileiro de Futebol – Série B: 2022
- Copa do Brasil: 1993, 1996, 2000, 2003, 2017, 2018
- Staatsmeisterschaft von Minas Gerais: (39 x) 1926, 1928, 1929, 1930, 1940, 1943, 1944, 1945, 1956, 1959, 1960, 1961, 1965, 1966, 1967, 1968, 1969, 1972, 1973, 1974, 1975, 1977, 1984, 1987, 1990, 1992, 1994, 1996, 1997, 1998, 2002, 2003, 2004, 2006, 2008, 2009, 2011, 2014, 2018, 2019

Beinhaltet AMET Meisterschaft 1926, (LMDT: CA Mineiro), LMDT Meisterschaft 1932 (AMEG: Vila Novo AC) und Supercampeonato 2002 (regulärer Meister: AA Caldense). 1956 geteilte Meisterschaft mit CA Mineiro.
- Staatspokal von Minas Gerais: 1973, 1982, 1983, 1984, 1985
- Copa Centro-Oeste: 1999
- Copa Sul-Minas: 2001, 2002

Auszeichnungen
- Top 100 Klub Auszeichnung durch Confederação Nacional dos Clubes (Fernaclubes): 2016, 2017, 2018[31]

## Aktueller Kader
Stand: 4. Juli 2024
| Nr. |             | Position | Name            |
| --- | ----------- | -------- | --------------- |
| 1   | Brasilien   | TW       | Cássio          |
| 2   | Brasilien   | AB       | Wesley Gasolina |
| 3   | Brasilien   | AB       | Marlon          |
| 5   | Brasilien   | AB       | Zé Ivaldo       |
| 6   | Brasilien   | AB       | Kaiki           |
| 7   | Brasilien   | MF       | Mateus Vital    |
| 8   | Brasilien   | ST       | Rafa Silva      |
| 19  | Argentinien | ST       | Juan Dinenno    |
| 10  | Brasilien   | MF       | Matheus Pereira |
| 11  | Brasilien   | ST       | Arthur Gomes    |
| 12  | Brasilien   | AB       | William         |
| 16  | Brasilien   | MF       | Lucas Silva     |
| 17  | Brasilien   | MF       | Ramiro          |
| 18  | Ecuador     | MF       | José Cifuentes  |
| 20  | Brasilien   | MF       | Walace          |
| 9   | Brasilien   | ST       | Kaio Jorge      |
| 21  | Argentinien | ST       | Álvaro Barreal  |

| Nr. |             | Position | Name                    |
| --- | ----------- | -------- | ----------------------- |
| 22  | Brasilien   | MF       | Vitinho                 |
| 23  | Brasilien   | MF       | Filipe Machado          |
| 25  | Argentinien | AB       | Lucas Villalba          |
| 27  | Brasilien   | AB       | Hueglo dos Santos Neris |
| 28  | Kolumbien   | AB       | Helibelton Palacios     |
| 29  | Argentinien | MF       | Lucas Romero            |
| 30  | Brasilien   | ST       | Gabriel Veron           |
| 31  | Brasilien   | ST       | Rafael Bilu             |
| 35  | Brasilien   | AB       | Pedrão                  |
| 41  | Brasilien   | TW       | Léo Aragão              |
| 43  | Brasilien   | AB       | João Marcelo            |
| 55  | Brasilien   | ST       | João Pedro              |
| 77  | Brasilien   | MF       | Japa                    |
| 80  | Brasilien   | ST       | Robert                  |
| 81  | Brasilien   | TW       | Gabriel Grando          |
| 97  | Brasilien   | MF       | Matheus Henrique        |
| 98  | Brasilien   | TW       | Anderson                |

## Platzierungen in der Brasilianischen Fußball-Meisterschaft
Tabelle beginnt mit der Zählung ab der Meisterschaft von 1971. Die früher ausgetragenen Wettbewerbe, welcher später als Meisterschaft anerkannt worden sind, wurden nicht berücksichtigt.
| Saison | Platz | Saison | Platz | Saison | Platz | Saison | Platz | Saison | Platz | Saison | Platz |
| ------ | ----- | ------ | ----- | ------ | ----- | ------ | ----- | ------ | ----- | ------ | ----- |
| 1971   | 8     | 1981   | 19    | 1991   | 16    | 2001   | 21    | 2011   | 16    | 2021   | 14 1  |
| 1972   | 6     | 1982   | 24    | 1992   | 8     | 2002   | 9     | 2012   | 9     | 2022   | 1     |
| 1973   | 3     | 1983   | 17    | 1993   | 12    | 2003   | 1     | 2013   | 1     | 2023   | 14    |
| 1974   | 2     | 1984   | 34    | 1994   | 22    | 2004   | 13    | 2014   | 1     | 2024   | 9     |
| 1975   | 2     | 1985   | 23    | 1995   | 3     | 2005   | 5     | 2015   | 8     |        |       |
| 1976   | 31    | 1986   | 8     | 1996   | 5     | 2006   | 8     | 2016   | 12    |        |       |
| 1977   | 16    | 1987   | 4     | 1997   | 20    | 2007   | 10    | 2017   | 5     |        |       |
| 1978   | 10    | 1988   | 8     | 1998   | 2     | 2008   | 3     | 2018   | 8     |        |       |
| 1979   | 6     | 1989   | 3     | 1999   | 5     | 2009   | 4     | 2019   | 17 ▼  |        |       |
| 1980   | 10    | 1990   | 9     | 2000   | 3     | 2010   | 2     | 2020   | 11 1  |        |       |

## Platzierungen in der nationalen Rangliste des CBF
Die Berechnung des Rankings durch den Verband erfolgt aus einem Schlüssel, bei dem es Punkte für die Platzierungen in den Ligaklassen A bis D gibt sowie der Platzierung beim Copa do Brasil. Die genannte Platzierung ist das Ergebnis des genannten Jahres, nicht das der Veröffentlichung.
| Saison | Platz               | Saison | Platz               |  |
| ------ | ------------------- | ------ | ------------------- |  |
| 2006   | 09. – 1.654 Punkte  | 2016   | 06. – 14.202 Punkte |  |
| 2007   | 09. – 1.717 Punkte  | 2017   | 01. – 15.288 Punkte |  |
| 2008   | 09. – 1.834 Punkte  | 2018   | 02. – 15.882 Punkte |  |
| 2009   | 09. – 1.891 Punkte  | 2019   | 04. – 15.118 Punkte |  |
| 2010   | 09. – 1.950 Punkte  | 2020   | 11. – 11.768 Punkte |  |
| 2011   | 08. – 2.114 Punkte  |        |                     |  |
| 2012   | 10. – 13.096 Punkte |        |                     |  |
| 2013   | 08. – 13.512 Punkte |        |                     |  |
| 2014   | 01. – 15.328 Punkte |        |                     |  |
| 2015   | 03. – 14.064 Punkte | 2024   | 19. – 8.227 Punkte  |  |

## Bekannte Spieler
| Meiste Spiele - 976 Spiele: Fábio - 619 Spiele: Zé Carlos - 601 Spiele: Dirceu Lopes - 556 Spiele: Piazza - 549 Spiele: Raul Plassmann | Meiste Tore - 242 Tore: Tostão - 223 Tore: Dirceu Lopes - 208 Tore: Niginho | Meiste Tore - 242 Tore: Tostão - 223 Tore: Dirceu Lopes - 208 Tore: Niginho |

Weitere bekannte Spieler
- Ademir
- Adelino
- Alex
- Alcides
- Víctor Aristizábal
- Roberto Batata
- Bengala
- Brito
- Darci Meneses
- Deivid[35]
- Dirceu Lopes
- Dida
- Eduardo Amorim
- Edmundo
- Evaldo Cruz
- Giorgian De Arrascaeta
- Giovane Élber
- Fred
- Joãozinho
- Jairzinho
- Jonathan Cícero Moreira
- Juan Pablo Sorín
- Marcelo Ramos
- Natal
- Nelinho
- Niginho
- Ninão
- Mert Nobre
- Palhinha
- Pedro Paulo
- Roberto Perfumo
- Raul Plassmann
- Raimundinho
- Ramires
- Ricardinho
- Rivaldo
- Ronaldo
- Toninho Cerezo
- Tostão
- Vanderley Lázaro
- Vavá
- Wilson Piazza

## Trainer
Die fünf Trainer mit den meisten Spielen für Cruzeiro waren (Stand: 4. November 2018):
1. Ílton Chaves: 362

2. Levir Culpi: 257

3. Niginho: 256

4. Ayrton Moreira: 206

5. Mano Menezes und Ênio Vargas de Andrade: 187

## Frauenfußball
Cruzeiros Fußballsektion für Frauen wurde im Spätjahr 2018 gegründet und spielt seit der Saison 2020 in der Série A1.

## Andere Sportarten
Neben Fußball betreibt der Verein Abteilungen für Leichtathletik und Boccia. In früheren Tagen wurden noch weitere Sportarten unterstützt, u. a. unterhielt der Verein einst eine professionelle Volleyballmannschaft.

### Volleyball
Die Volleyballmannschaft wurde 2009 durch eine Kooperation mit dem Associação Social e Esportiva Sada wieder belebt und somit entstand der Volleyballverein Sada Cruzeiro Vôlei, der u. a. bereits fünffacher Klubweltmeister und elffacher Südamerikameister ist. Hinzu kommen neun nationale Meisterschaften und acht Pokalsiege.

### American Football
Im Jahr 2017 betrieb Cruzeiro eine weitere Kooperation im Bereich des American Football. Den 2014 gegründeten Belo Horizonte Get Eagles wurde im März 2017 eine Kooperation vereinbart. Die Mannschaft lief künftig unter dem Namen Sada Cruzeiro Futebol Americano auf und gewann in der Saison die Meisterschaft. Im Februar 2018 beendete Cruzeiro die Zusammenarbeit.
Cruzeiro ging eine neue Partnerschaft ein. Am 9. März 2018 gab der Klub die Zusammenarbeit mit den Juiz de Fora Imperadores bekannt. Die Kooperation wurde unter dem Brand Cruzeiro Imperadores antreten. Die Zusammenarbeit war auf die Saison befristet.
Anfang April 2021 gab Cruzeiro die Wiederaufnahme des Spielbetriebes in dem Sport an. Der Klub gab die künftige Zusammenarbeit mit den Betim Bulldogs bekannt. Das Team war zu dem Zeitpunkt seit fünf Jahren aktiv und tritt in der Campeonato Brasileiro de Futebol Americano an.

### Basketball
Wie auch im American Football, gab Cruzeiro Anfang April 2021, die Wiederaufnahme seiner Aktivitäten im Basketball bekannt. Unter dem ehemaligen Spieler von Cruzeiro Ítalo Fratezzi betrieb in den 1930er und 1940er Jahren wurde der Sport aktiv betrieben. Die Jugendbasketballmannschaft war im Jahr 1944 ungeschlagener Nationalmeister. Es wurde die Zusammenarbeit mit dem Ardesnorte-MG aus Montes Claros bekannt gegeben. Hier soll der unterklassige Klub zunächst an seinem Heimatstandort sukzessive aufgebaut werden, mit dem Ziel diesen in die oberste Spielklasse, der Campeonato Brasileiro de Basquete, zu führen.
Als Zeitplan von Cruzeiro EC Basquete wurde die Präsentation eines U-22-Teams für den Start des Trainings ab Mai. Ab Juli soll das Team für die Universitätsspiele von Minas Gerais werden, welches auch bei deren nationalen Ausgabe ab November teilnehmen soll. Im Oktober 2021 soll bereits eine Profimannschaft an der Mineiro-Meisterschaft für Erwachsene aufgestellt sein. Bereits zwei Jahre später konnte der Klub erstmals die Meisterschaft in der obersten Spielklasse gewinnen.
Erfolge
- Campeonato Brasileiro de Basquete: 2023

### Futsal
2024 nahm der Klub den Betrieb einer Futsal-Mannschaft auf. Diese soll sich künftig an Spielen der Stadt- sowie Staatsmeisterschaft beteiligen und an der Campeonato Brasileiro de Futsal teilnehmen. Der nationale Futsal-Verband, Confederação Brasileira de Futsal, hatte den Wettbewerb neu ins Leben gerufen, nachdem zu einer Trennung mit dem eigentlichen Organisator eines nationalen Wettbewerbs, der Liga Nacional de Futsal, gekommen war. Die Mannschaft bestreitet ihre Spiele in der Arena Mariana in Mariana, ca. 120 Kilometer südlich von Belo Horizonte.
In der Saison 2025 wechselte Cruzeiro zur Liga Nacional de Futsal dem Konkurrenten der Brasileira de Futebol.